# 卷毛大叶柳
卷毛大叶柳（学名：Salix magnifica var. ulotricha）为杨柳科柳属下的一个变种。

## 扩展阅读
- 維基物種上的相關：卷毛大叶柳